# Mâchaouach
Les Mâchaouach, ou Machaouasch, Meshwesh,, Mâ ou Ma (en berbère : ⵎⵛⵡⵛ, Mecwec) sont les membres d'une confédération libyque (berbère) ayant vécu dans la partie Est de la Libye antique (Libye orientale). Cette confédération était connue des Égyptiens depuis fort longtemps : son nom figure sur la liste des peuples envahisseurs vaincus par Mérenptah (vers -1213 / -1202), fils et successeur de Ramsès II.
Les premières traces des Mâchaouach remontent à la XVIIIe dynastie, sous le règne d'Amenhotep III. Au cours des XIXe et XXe dynasties, les Mâchaouach sont en conflit quasi permanent avec l'État égyptien. À la fin de la XXIe dynastie, une partie des Mâchaouach s'infiltre pacifiquement dans le delta du Nil où règne la XXIe dynastie.Un nombre croissant de Mâchaouach libyens commencent à s'installer dans la région du delta occidental de l'Égypte. Ces Mâ (diminutif de Mâchaouach) fondent une sorte de fief, de chefferie, autour de Bubastis. Leurs dirigeants, les chefs des Mâ, deviennent de plus en plus influents., Ils finissent par prendre le contrôle du pays à la fin de la XXIe dynastie, d'abord sous la direction d'Osorkon l'ancien. Après un interrègne de trente-huit ans, au cours duquel les rois égyptiens indigènes Siamon et Psousennès II sont montés sur le trône, l'un d'entre eux, Sheshonq, parvient même à se hisser sur le trône et fonde la XXIIe dynastie. La XXIIIe dynastie, concurrente, est issue de la même famille, et donc des Mâ. Ces dynasties berbères sont dites « dynasties libyennes ». Les Mâchaouach gouvernent donc l'Égypte pendant les XXIIe et XXIIIe dynasties sous de nombreux pharaons : Sheshonq Ier, Osorkon Ier, Osorkon II, Sheshonq III et Osorkon III.

## Étymologie
Le général Faidherbe établit une filiation étymologique et ethnologique entre ce « peuple Machauouasch », dans sa dénomination grecque de Macae, Mazici, avec les Amazighs. Néanmoins elle demeure incertaine. 

## Origines libyennes
L'origine libyenne des Mâchaouach est explicitement mentionnée dans une généalogie figurant sur la stèle de Pasenhor (datée du règne de Sheshonq V), où les grands chefs des Mâchaouach (y compris les rois de la XXIIe dynastie) sont déclarés être les descendants de « Bouyouaoua le Libyen ». L'origine libyco-berbère des Mâchaouach est également indiquée dans leurs noms de personnes (Osorkon, Takélot, Nimlot, Sheshonq, etc.) et dans une poignée de titres non égyptiens utilisés par ce peuple et liés aux langues berbères. Après les Égyptiens, les Grecs, les Romains et les Byzantins ont mentionné diverses autres tribus en Libye. Les noms de ces tribus diffèrent des noms égyptiens, mais il est probable que certaines tribus aient été nommées dans les sources égyptiennes et dans les sources ultérieures. La tribu Mâchaouach représente cette hypothèse. Certains chercheurs affirment qu'il s'agirait de la même tribu appelée « Mazyes » par Hécatée de Milet et « Maxyes » par Hérodote, tandis que la tribu était appelée « Mazices » et « Mazax » dans les sources latines.

## Historique

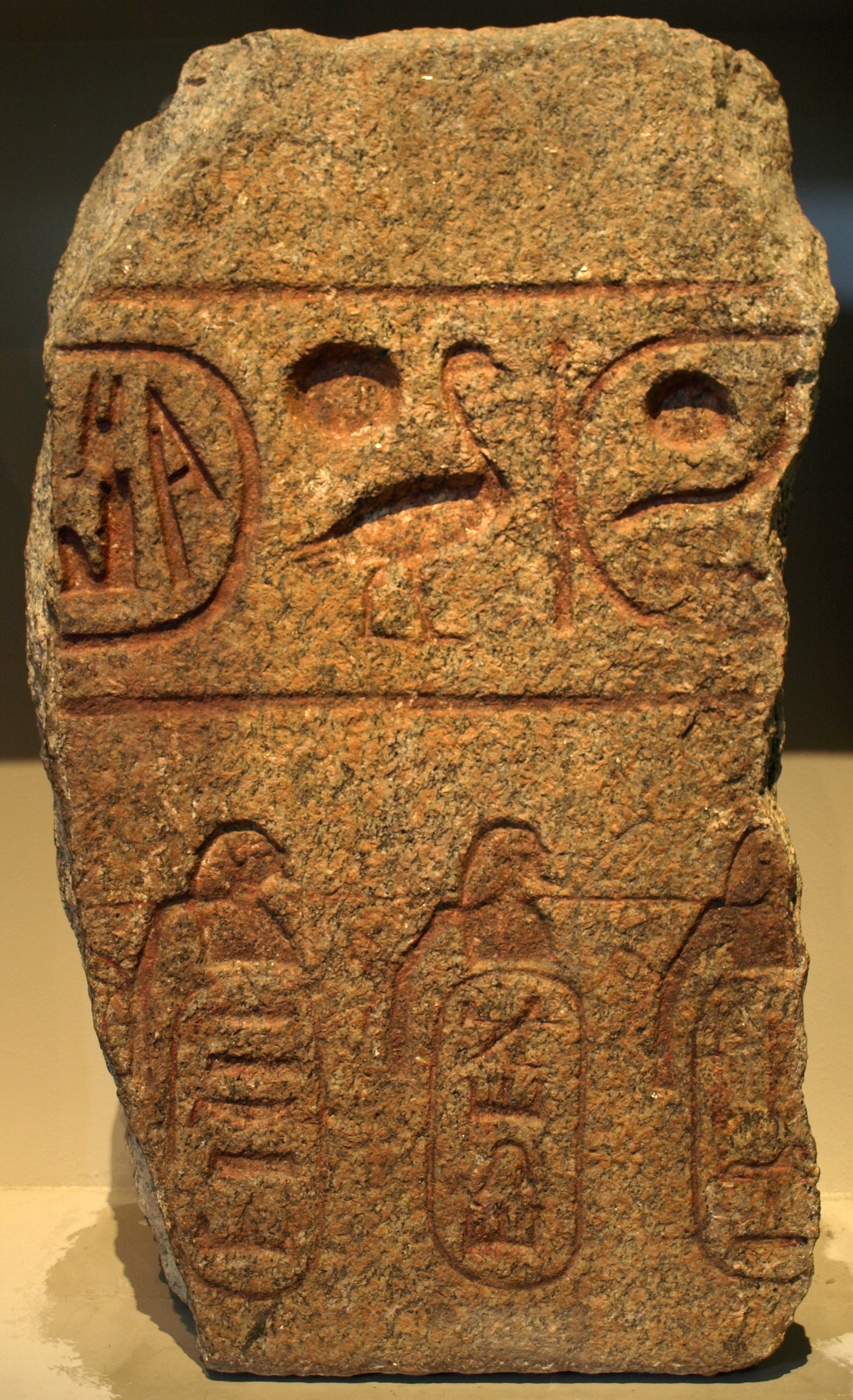
Bloc de granit mentionnant les Mâchaouach (rangée du bas, au milieu) parmi les populations étrangères capturées sous le règne de Ramsès II.Originaire de Bubastis, .British Museum (EA 1104).

Les Mâchaouach sont connus dans les textes égyptiens anciens dès la XVIIIe dynastie, où ils sont mentionnés comme source de bétail fourni au palais du roi Amenhotep III à Malqata. Cela indique qu'il y avait peut-être des relations commerciales entre les Mâchaouach et les Égyptiens à l'époque. À tout le moins, on peut dire que les Égyptiens connaissaient les Mâchaouach. Pour la suite de la XVIIIe dynastie, les informations sur les Mâchaouach ou les Libyens en général sont sommaires. Il existe cependant des représentations de Libyens (peut-être des Mâchaouach) datant du règne d'Akhenaton, notamment un remarquable papyrus représentant un groupe de Libyens tuant un Égyptien. Cependant, le papyrus étant fragmentaire, on ne sait pas quel était le contexte historique. Les Mâchaouach ou Mâ étaient des chasseurs pasteurs nomades, vivant de leurs chèvres, chameaux et autres animaux d'élevage tout en pratiquant la chasse et la cueillette. Le lait, la viande, les peaux et la laine étaient récoltés sur le bétail pour la nourriture, les tentes et les vêtements.
Les premières sources égyptiennes anciennes décrivent les hommes Mâchaouach avec des tatouages et de longs cheveux avec des mèches latérales plus longues sur le devant, alors que des siècles plus tard, ils apparaissent avec des cheveux plus courts d'influence égyptienne mais tressés et perlés, soigneusement séparés des deux côtés de leurs tempes et décorés d'une ou deux plumes attachées à des bandes de cuir autour de la couronne de la tête. Ils utilisaient toujours les mêmes robes qu'auparavant, un fin manteau de peau d'antilope, teint et imprimé, traversant l'une de leurs épaules et descendant jusqu'à mi-mollet pour former une robe ouverte sur un pagne avec un étui à phallus orné, à la seule exception de la nouvelle addition d'un kilt au-dessus des genoux et d'une queue d'animal à la manière égyptienne du roi Narmer et de l'ornement de phallus par-dessus. Les hommes portaient les poils du visage taillés sauf au niveau du menton et les plus âgés tressaient leurs longues touffes au niveau du menton. Les femmes portaient les mêmes robes que les hommes, des cheveux tressés et décorés, et les deux sexes portaient de lourds bijoux. Des images ultérieures ont montré qu'ils avaient accepté et adapté certaines tuniques grecques ou macédoniennes. Les armes comprenaient des arcs et des flèches, des hachettes, des lances et des poignards.
Les relations entre les Libyens et les Égyptiens au cours de la période ramesside étaient caractérisées par un conflit permanent. Les reliefs de bataille de Karnak datant du règne de Séthi Ier représentent le roi en train de combattre des masses libyennes ; cependant, le texte ne décrit les Libyens que comme étant des Tehenou, l'un des termes génériques pour « Libyens » dans la langue égyptienne, plutôt que comme une désignation tribale spécifique. Sous le règne suivant, celui de Ramsès II, les Égyptiens construisent une série de forteresses côtières qui s'étendent à l'ouest jusqu'à la région de Marsa Matruh, notamment à El-Alamein et Zaouayat Oumm al-Rakham. La présence de ces forteresses indique une menace sérieuse venant de l'ouest, et Ramsès prétend d'ailleurs avoir renversé les Libyens dans divers textes rhétoriques. Cependant, comme pour Séthi Ier, il ne précise pas si les Mâchaouach était impliqués ou non.

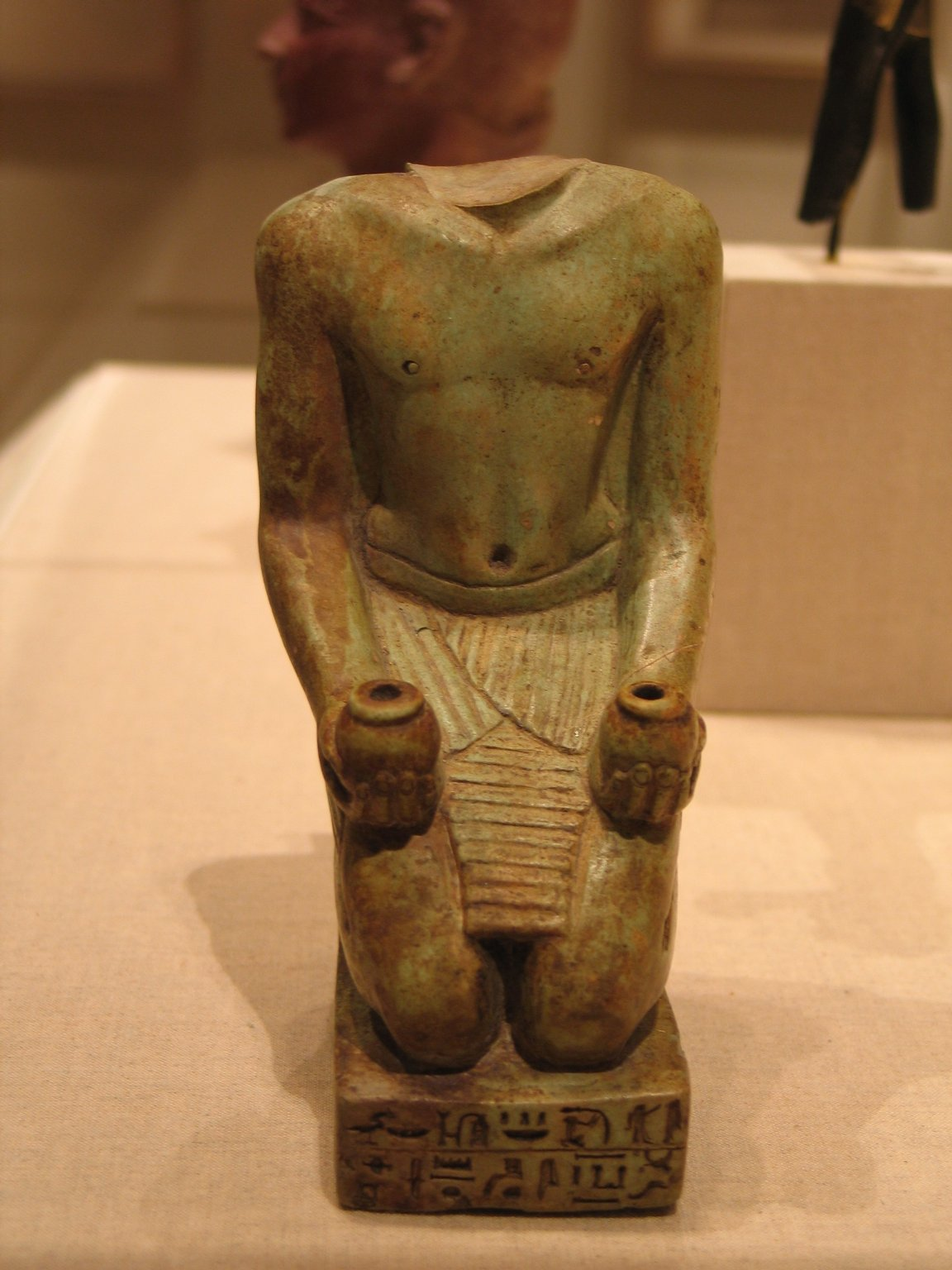
Statue agenouillée de Nesbanebdjed, « Grand chef des Ma » à Mendès.Stéatite ou faïence, émaillée, .Musée de Brooklyn, Fonds Charles Edwin Wilbour, (37.344E).

Sous le règne de Mérenptah, il semble que le système d'alerte précoce mis en place à l'époque de son père soit tombé en désuétude, car une invasion libyenne inattendue a eu lieu dans le delta du Nil et les oasis occidentales en l'an 5 de son règne. Contrairement à ses prédécesseurs, Mérenptah indique dans ses reliefs de bataille à Karnak que c'est principalement la tribu Libou qui a mené le conflit, mais que des alliés Mâchaouach et Peuples de la mer ont également été impliqués. En effet, Mérenptah affirme que « 9 100 épées des Mâchaouach » ont été capturées. Ce conflit est également décrit sur la stèle de Mérenptah, également connue sous le nom de stèle d'Israël.
Environ vingt-cinq ans plus tard, sous le règne de Ramsès III, le conflit croissant entre les Égyptiens et les Libyens atteint son paroxysme. Cette fois, c'est les Mâchaouach qui sont à l'origine du conflit, bien que d'autres tribus libyennes et leurs alliés des Peuples de la mer aient participé à deux campagnes majeures contre le roi égyptien, au cours des années 5 et 11 du règne de Ramsès III. La campagne de l'an 11 concernait presque exclusivement les Mâchaouach. Ramsès revendique la victoire et installe les Mâchaouach dans des camps de concentration militaire en Moyenne-Égypte afin de les forcer à s'assimiler à la culture égyptienne et de les pousser à faire leur service militaire pour l'État égyptien. Selon le papyrus Harris I, Ramsès « les a installés dans les forteresses du roi victorieux, ils entendent la langue du peuple [égyptien], en servant le roi, il fait disparaître leur langue ».
Un texte de la Troisième Période intermédiaire mentionne l'existence d'au moins cinq « forteresses des Mâchaouach » dans la région d'Héracléopolis Magna ; il s'agit probablement de celles établies par Ramsès. Tout au long de la XXe dynastie, divers textes sur ostraca et papyrus mentionnent des attaques de tribus Mâchaouach jusqu'au sud de Thèbes, où les ouvriers de Deir el-Médineh ont été contraints de se réfugier dans le temple mortuaire de Médinet Habou.
À la fin de la Troisième Période intermédiaire, le delta du Nil accueille les quatre grandes chefferies des Mâchaouach, chacune dirigée par un « Grand Chef du Mâ », dont les sièges du pouvoir se trouvent respectivement dans les villes de Mendès, Sebennytos, Bousiris et Per-Sopdou ; d'autres chefferies moins importantes, dirigées par un simple « Chef du Mâ », sont situées à Saïs et à Pharbaethos.